# «Позеленіння» Землі
«Позеленіння» Землі — процес наростання  фітомаси Землі внаслідок глобального потепління клімату планети.

Останніми роками накопичується все більше фактичних даних про те, що зростання вмісту вуглекислого газу в  атмосфері і викликане цим підвищення температур ведуть до так званого «масштабного позеленіння» (англ. widespread greening) — збільшення площі рослинного покриву.
У цих роботах було встановлено, що на 25-50 % земної суші, покритої рослинністю (дані різняться залежно від конкретного супутника, оскільки знімки робилися в різний час), збільшується індекс листової поверхні (ІЛП, або листовий індекс; англ. Leaf Area Index, LAI), — площа листя на одиницю поверхні суші. На менш ніж на 4 % він, навпаки, падає, причому місця цього падіння збігаються з районами активного вирубування лісів.
Найінтенсивніше позеленіння відмічене на південному сході Північної Америки, в північній Амазонії, в Європі, центральній Африці і південно-східному  Китаї. Скорочення площі листя помітне лише в деяких районах центральної Південної Америки і північного сходу Північної Америки.
Збільшення кількості зелені свідчить про загальне зростання продуктивності наземної рослинності. Для різних регіонів це зростання може бути різним. Іноді вторинна рослинність, що пишно розрослася на місці вирубаного старого лісу, може мати більший індекс листового покриття, ніж загиблий ліс, хоча останній, безумовно, представляє велику цінність з усіх точок зору. Так або інакше, дослідження показали, що зростання концентрації CO2, яке відбувається в наші дні, призводить до радикальних змін рослинного покриву. І це попри те, що в порівнянні з раннім еоценом досягнутий до теперішнього часу рівень CO2 виглядає більш ніж скромно.
Щоб зрозуміти, які чинники відповідають за позеленіння планети, дослідники моделювали процес позеленіння, «посилюючи» або «послабляючи» в моделі окремі параметри і оцінюючи, як це впливає на збільшення або зменшення інтенсивності модельованого явища. У модель при цьому було закладено основні види діяльності людини, якими вона впливає на рослини. В результаті з'ясувалося, що 70 % від зафіксованого зростання ІЛП забезпечується зростанням концентрації вуглекислого газу в атмосфері: «вимкнувши» цей параметр, дослідники отримали зниження модельованого позеленіння на 70 %. Механізм такого впливу CO2 в моделі був двояким. По-перше, вуглекислий газ — головний «будівельний матеріал» рослин, оскільки саме з нього в процесі фотосинтезу будуються органічні молекули. По-друге, його надлишок знижує потребу рослин у воді. Щоб отримати вуглекислий газ з повітря, рослини трохи відкривають устячка. Чим більше CO2, тим менше потрібна їм поверхня устячок. Оскільки через устячкові щілини також відбувається випаровування води, зменшення їх площі уповільнює втрату вологи. А коли рослини отримують більше двоокису вуглецю, а втрата ними води при диханні падає, вони активніше розростаються і індекс площі листя збільшується.
З даних того ж моделювання (коли автори знову «включали» і «вимикали» ті або інші чинники і порівнювали підсумки модельованого «позеленіння») виходить, що на 8 % за цей процес відповідає зростання середньорічних температур, що дозволяє рослинності просуватися туди, де раніше була тундра. Ще 9 % дали азотні добрива, які, після їх внесення, поступово поширюються за межі сільськогосподарських площ. Останні 13 % припали на посадки лісів (в основному у КНР і США), скорочення сільгоспугідь і інші чинники.
У планетарному масштабі два ефекти позеленіння — «нагріваючий» і «охолоджуючий» — майже компенсували один одного. Їх сукупна дія знижує температуру поверхні планети всього на 0,007оК в десятиліття. Найбільш важливий глобальний кліматичний ефект від наступу рослинності полягає в тому, що, сприяючи потеплінню в холодних районах і уповільнюючи його в жаркому кліматі, позеленіння «вирівнює» земний клімат, пом'якшуючи його.

### Ресурси Інтернету
- What's Up With the Weather?. Nova. 18 квітня 2000. Архів оригіналу за 2 листопада 2013. Процитовано 26 червня 2014.
- Michaels, Patrick (13 вересня 2001). Global Warming Produced a Greener, More Fruitful Planet. Cato Institute. Архів оригіналу за 19 червня 2014. Процитовано 26 червня 2014.
- Greening Earth Society Press Release
- Vanderheiden, Steve (2008). Atmospheric Justice: A Political Theory of Climate Change. Oxford University Press. с. 31.
- Gelbspan, Ross. U.S. Coal Industry: Global Warming Is Good For Us. Архів оригіналу за 5 серпня 2014. Процитовано 26 червня 2014.